# 岡山西農業協同組合
岡山西農業協同組合（おかやまにしのうぎょうきょうどうくみあい、通称JA岡山西）は、岡山県倉敷市に本店を置いていた農業協同組合。
ATMでは、JAバンクのカードは稼働時間内の終日において、また三菱UFJ銀行のカードは平日のみにおいて、それぞれ自行扱いとなる。

## 業務区域
- くらしき東ブロック
倉敷市（倉敷・児島の一部、庄、茶屋町）、都窪郡早島町
- 倉敷西ブロック
倉敷市玉島、浅口市、浅口郡里庄町
- 西部ブロック
井原市、高梁市（川上地区）の一部
- 吉備路ブロック
総社市、倉敷市真備町

## 拠点
- 本店
岡山県倉敷市玉島八島1510番地1

### くらしき東ブロック
- 粒江支店
岡山県倉敷市粒江2081番地1
- 菅生支店
岡山県倉敷市西坂1820番地1
- 中庄支店
岡山県倉敷市中庄2708番地
- 帯江支店
岡山県倉敷市加須山300番地
- 豊洲支店
岡山県倉敷市西田403番地1
- 藤戸支店
岡山県倉敷市藤戸町天城19番地
- 庄支店
岡山県倉敷市上東750番地4
- 茶屋町支店
岡山県倉敷市茶屋町1648番地
- 児島支店
岡山県倉敷市林530番地
- 早島町支店
岡山県都窪郡早島町前潟147番地1

### 倉敷西ブロック
- 船穂支店
岡山県倉敷市船穂町船穂2636番地2
- 玉島支店
岡山県倉敷市玉島中央町1丁目2番5号
- 玉島北支店
岡山県倉敷市玉島八島1507番地1
- 金光支店
岡山県浅口市金光町占見新田274番地
- 鴨方支店
岡山県浅口郡里庄町里見5265番地1
- 里庄支店
岡山県浅口郡里庄町里見2610番地1
- 寄島支店
岡山県浅口市寄島町5410番地

### 西部ブロック
- 西部総合支店
岡山県井原市井原町512番地2
- 井原西支店
岡山県井原市下出部町2丁目16番7号
- 井原東支店
岡山県井原市木之子町400番地3
- 井原北支店
岡山県井原市西江原町1514番地1
- 美星支店
岡山県井原市美星町三山1038番地
- 芳井支店
岡山県井原市芳井町吉井97番地

### 吉備路ブロック
- 吉備路支店
岡山県総社市門田85番地
- 総社東支店
岡山県総社市窪木507番地1
- 池田支店
岡山県総社市見延639番地2
- 総社西支店
岡山県総社市久代4700番地
- 昭和支店
岡山県総社市美袋483番地2
- 山手支店
岡山県総社市岡谷23番地
- 清音支店
岡山県総社市清音軽部697番地
- 真備東支店
岡山県倉敷市真備町辻田60番地3
- 真備西支店
岡山県倉敷市真備町箭田1171番地1

## 沿革
- 2003年1月1日 - くらしき東農業協同組合（JAくらしき東）、倉敷西農業協同組合（JA倉敷西）、吉備路農業協同組合（JA吉備路）、岡山県西部農業協同組合（JA岡山県西部）が合併し、岡山西農業協同組合（JA岡山西）となる。
- 2006年6月1日 - 六条院農業協同組合（JA六条院）を合併。
- 2020年（令和2年）4月1日 - 県内8農協による晴れの国岡山農業協同組合への合併に参加し、消滅[1]。

## 脚註
1. ↑  「ＪＡ晴れの国岡山」発足　県内８ＪＡ合併、組合員数全国１位山陽新聞 2020年04月01日